# Kenema
Kenema ist eine Stadt in Sierra Leone. Sie ist gleichzeitig Hauptstadt der Eastern-Provinz und des Distrikts Kenema. Mit einer Einwohnerzahl von etwa 255.000 (Stand 2021) ist sie die zweitgrößte Stadt des Landes. Die Einwohnerzahl des Distrikts Kenema beträgt etwa 517.000 (Stand 2021).
In der Stadt befindet sich unter anderem das Kenema-Staatskrankenhaus. Kenema ist zudem Sitz des Bistums Kenema.

## Geographie
Kenema befindet sich etwa sechs Autostunden südöstlich der Hauptstadt Freetown. Im Großraum Kenema wurden im Jahre 1931 Diamantenfelder erschlossen, die noch heute ausgebeutet werden und einen bedeutenden Wirtschaftsfaktor für die Gegend und das ganze Land darstellen.

## Besonderheiten
In Kenema wurde 2018 eine wilde Abfalldeponie geschlossen und zurückgebaut. Die Stadtverwaltung hat ein Unternehmen mit der Abfallentsorgung beauftragt. In der Sammelstelle wird der Müll getrennt, Plastik wird geschmolzen wiederverwendet, Metalle werden zu Pfannen und Töpfen und getrocknete Grünabfälle zu Brennmaterial verarbeitet.

## Söhne und Töchter der Stadt
- Isha Dyfan (* 1955), Juristin
- Abdul Rahman Cole (* 1968), Fußballspieler
- Mohamed Kallon (* 1979), Fußballspieler
- Kei Kamara (* 1984), Fußballspieler
- Michaela DePrince (1995–2024), sierraleonisch-US-amerikanische Balletttänzerin

## Galerie

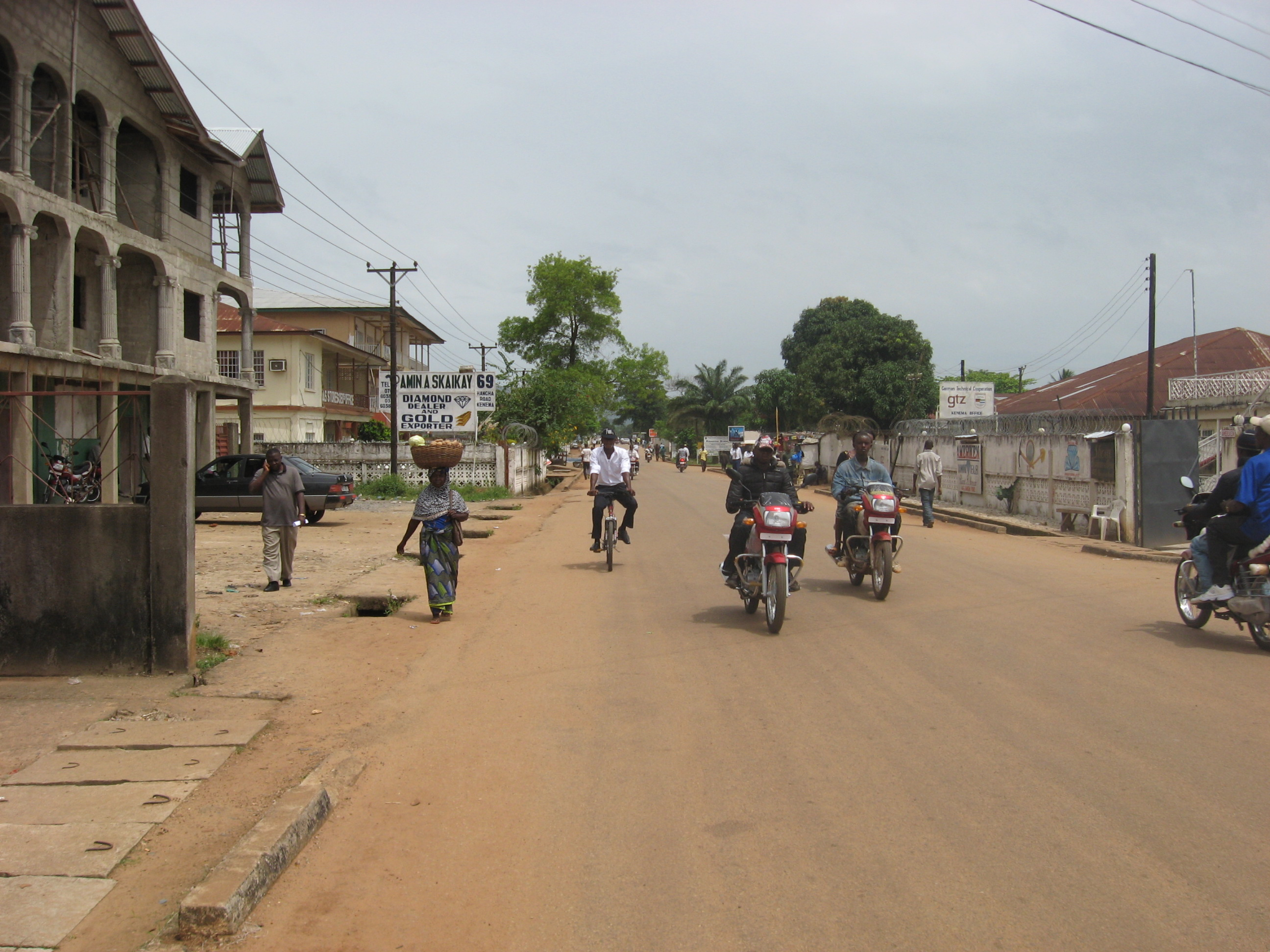
Innenstadt von Kenema
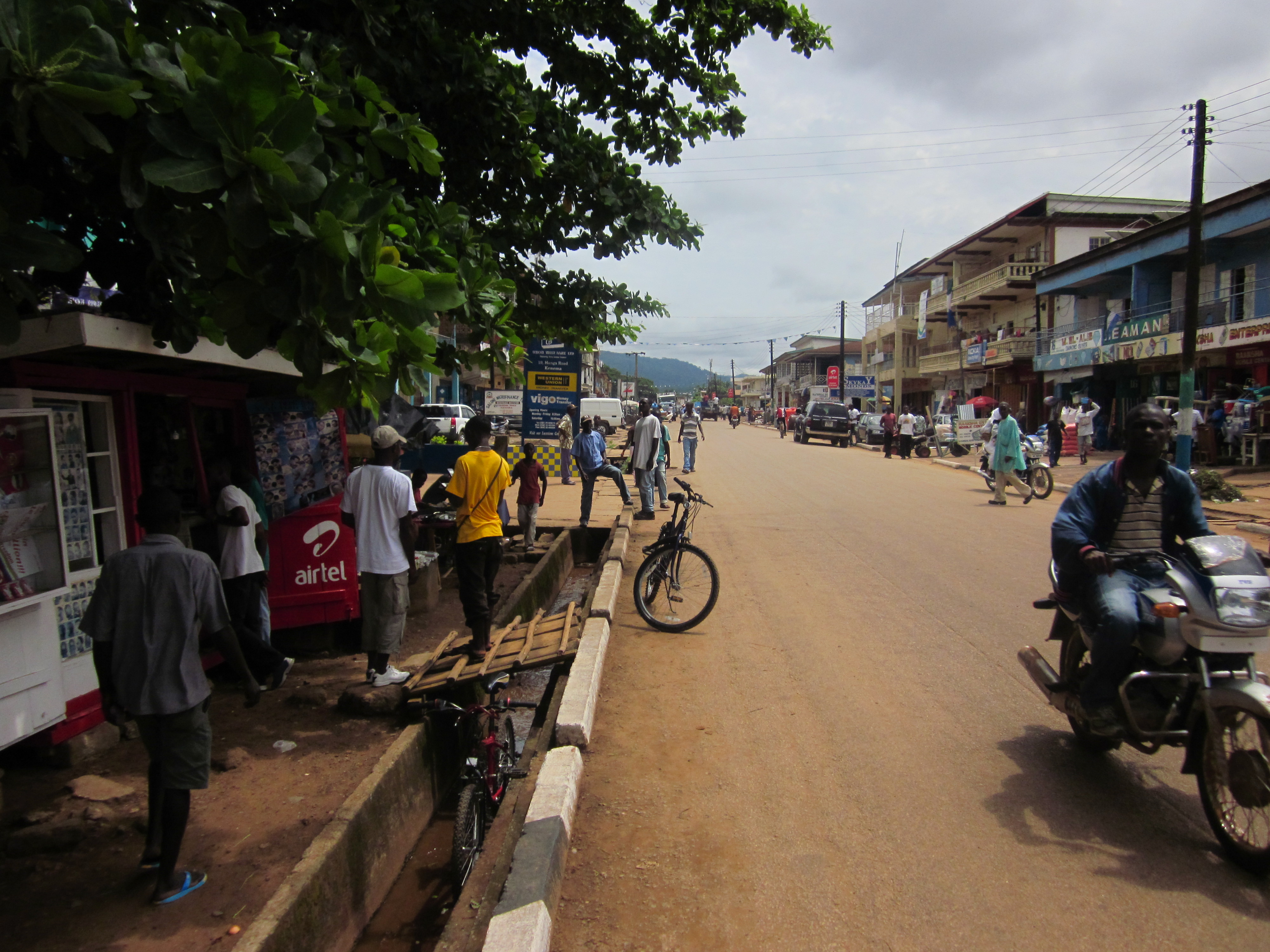
Straße in Kenema
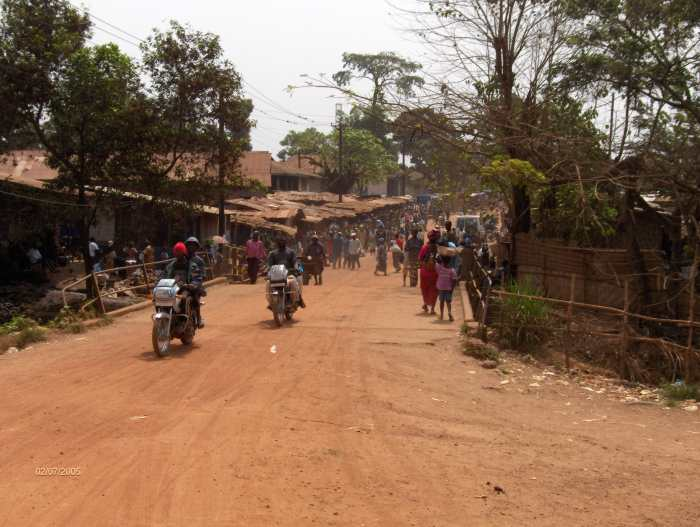
Fishery Market